# Cammack Village
Cammack Village es una ciudad en el Condado de Pulaski, Arkansas, Estados Unidos. Para el censo de 2000 la población era de 831 habitantes. Es parte del área metropolitana de Little Rock-North Little Rock-Conway.

## Geografía
Cammack Village se localiza a 34°46′48″N 92°20′49″O / 34.78000, -92.34694. De acuerdo con la Oficina del Censo de los Estados Unidos, la ciudad tiene un área total de 0,8 km², de los cuales el 100% es tierra.

## Demografía
Para el censo de 2000, había 831 personas, 395 hogares y 240 familias en la ciudad. La densidad de población era 1.117,0 hab/km². Había 406 viviendas para una densidad promedio de 540,5 por kilómetro cuadrado. De la población 97,83% eran blancos, 0,96% afroamericanos, 0,36% amerindios, 0,24% asiáticos, 0,36% de otras razas y 0,24% de dos o más razas. 1,44% de la población eran hispanos o latinos de cualquier raza.
Se contaron 395 hogares, de los cuales 27,6% tenían niños menores de 18 años, 47,8% eran parejas casadas viviendo juntos, 11,6% tenían una mujer como cabeza del hogar sin marido presente y 39,0% eran hogares no familiares. 33,7% de los hogares eran un solo miembro y 9,9% tenían alguien mayor de 65 años viviendo solo. La cantidad de miembros promedio por hogar era de 2,10 y el tamaño promedio de familia era de 2,70.
En la ciudad la población está distribuida en 21,7% menores de 18 años, 4,8% entre 18 y 24, 36,7% entre 25 y 44, 19,0% entre 45 y 64 y 17,8% tenían 65 o más años. La edad media fue 36 años. Por cada 100 mujeres había 76,1 varones. Por cada 100 mujeres mayores de 18 años había 72,7 varones.
El ingreso medio para un hogar en la ciudad fue de $40.909 y el ingreso medio para una familia $45.833. Los hombres tuvieron un ingreso promedio de $50.795 contra $33.021 de las mujeres. El ingreso per cápita de la ciudad fue de $29.865. Cerca de 9,1% de las familias y 7,6% de la población estaban por debajo de la línea de pobreza, 12,2% de los cuales eran menores de 18 años y ninguno era mayor de 65.